# Best Of (album Andrei Berg)
Best Of - album piosenkarki niemieckiej Andrei Berg wydany 8 października 2001
Album dotarł do 18. miejsca niemieckiej listy przebojów - Media Control Charts. W okresie 15 miesięcy sprzedano ok. 2 miliony płyt, za co piosenkarka otrzymała 3 złote i 2 platynowe płyty, również w Austrii piosenkarka zdobywała nagrody w postaci złotych i platynowych płyt.

## Lista utworów
1. "Die Gefühle haben Schweigepflicht" – 03:26
2. "Wrnn Du mich willst" – 03:07
3. "Bittersüße Zärtlichkeit" – 03:41
4. "Kilimandscharo" – 03:10
5. "Warum nur träumen" – 03:33
6. "Wenn du mich berührst" – 04:06
7. "Diese Nacht soll nie enden" – 03:23
8. "Du hast mich tausendmal belogen" – 03:44
9. "Tango Amore" – 03:30
10. "Ich sterbe nicht noch mal" – 03:41
11. "Vielleicht ein Traum zu viel" – 03:24
12. "Und wenn ich geh" – 03:36
13. "Geh doch, wenn du sie liebst" – 03:13
14. "Auch heute noch" – 04:31
15. "Andrea Berg Partymix" – 04:05